# سكا (ريف دمشق)
سكا هي قرية سوريّة تتبع إداريا محافظة ريف دمشق، منطقة دوما، ناحية الغزلانية. بلغ تعداد سكانها 1,520 نسمة حسب التعداد السكاني لعام 2004.
بالقرب من القرية يقع تل سكا الأثري الذي تعود أقدم سوياته الأثرية للعصر البرونز الوسيط الثاني 1800 ـ 1500 قبل الميلاد